# KÖStV Teutonia Innsbruck
Die Katholisch-Österreichische Studentenverbindung Teutonia Innsbruck ist eine römisch-katholische, farbentragende, nichtschlagende Schülerverbindung im MKV, die 1876 gegründet wurde. Sie ist damit die älteste Verbindung dieses Verbandes.

## Geschichte
Die Verbindung Teutonia wurde am 22. November 1876 von zehn Schülern des Akademischen Gymnasiums Innsbruck, trotz des sogenannten „Koalitionsverbots“, gegründet und ist die älteste Mittelschulverbindung Österreichs.

Die Gründer legten den ersten Wahlspruch „In taciturnitate diuturnitas“ ("In der Verschwiegenheit liegt die lange Dauer") und den ersten Zirkel fest, der jedoch 1877 bereits ersetzt wurde. In diesem Jahr wurden auch die Farben Grün-Weiß-Schwarz und das grüne Couleur eingeführt, hierzu diente die AV Guestfalia Tübingen als Farbenpatin. 1878 erfolgte die Einführung des heute noch gültigen Wahlspruchs „In amicitia fortes et hilares“ („In der Freundschaft stark und froh“).
Am 16. Mai 1933 wurde der Beschluss gefasst, dass kein Teutone Mitglied der NSDAP sein dürfe. Während der Zeit des Nationalsozialismus bestand die damals verbotene Verbindung im Untergrund fort.
In den 1960er Jahren bekam die Teutonia ein eigenes Heim in der Innsbrucker Innenstadt, wo sie auch heute noch beheimatet ist.

## Ziele und Prinzipien
Die Teutonia beruht auf den vier Prinzipien religio, patria, scientia, amicitia. Sie will eine lebenslange Freundschaft begründen, welche sich durch ihre couleurstudentischen Traditionen und Comment getragen weiß.
- Religio bedeutet das Bekenntnis zum römisch-katholischen Glauben.
- Patria bedeutet das Bekenntnis zu einem unabhängigen Österreich in einem geeinten Europa,
- Scientia bedeutet das lebenslange Streben nach Wissenschaft und Bildung.
- Amicitia bedeutet eine Freundschaft, welche über das Studium hinaus besteht und auch im "Du"-Wort unter den Mitgliedern Ausdruck findet.

Die Teutonia ist nicht-schlagend.

## Couleur
Die Verbindung trägt die Farben Grün-Weiß-Schwarz. Die Fuchsenfarben sind Grün-Weiß. Kopfcouleur ist eine grüne Tellermütze.

## Bekannte Mitglieder

### Urmitglieder
- Romuald Niescher, österreichischer Politiker (ÖVP)
- Wendelin Weingartner, österreichischer Politiker (ÖVP)
- Hans Brenner, Schauspieler
- Richard Wollek, österreichischer Politiker (CS)
- Florian Tursky, österreichischer Politiker (ÖVP)

### Ehrenmitgliedschaften
- Alois Kothgasser, Erzbischof von Salzburg
- Anton Zeilinger, Quantenphysiker und Nobelpreisträger
- Herwig van Staa, ehem. Bürgermeister von Innsbruck und Landeshauptmann von Tirol, ehem. Landtagspräsident von Tirol
- Helmut Mader, ehem. Landtagspräsident von Tirol
- Bruno Hosp, Südtiroler Politiker